# Freycinetia hombronii
Freycinetia hombronii är en enhjärtbladig växtart som beskrevs av Ugolino Martelli. Freycinetia hombronii ingår i släktet Freycinetia och familjen Pandanaceae. Inga underarter finns listade.